# 내훈

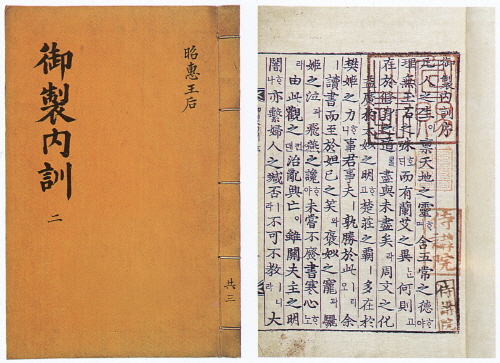

내훈(內訓)은 조선 성종의 어머니 소혜왕후가 중국의 《열녀전》,《소학》,《여교》,《명감》에서 여성 교육에 필요한 대목을 간추려서 만든 책이다.
한글로 된 최초의 여성 교육서로 원문인 한문에는 한글로 구결을 달고, 그것을 다시 한글로 번역하였다.

## 판본
1475년에 펴낸 원간본은 전해지지 않는다. 일본 나고야 봉좌문고(蓬左文庫, 호사분코)에 소장된 1573년판과 1611년판 등이 있다.
또한 1736년에 조선 영조의 명으로 새로 간행한 《어제내훈(御製內訓)》이 전해진다.

## 내용
내훈은 3권 7장으로 나뉘어 있으며, 각 장에는 여러 경전과 중국에서 행실로 뛰어난 여성의 일화를 옮겨 그 전범을 보이려 했다.
- 권1 : 언행·효친·혼례
- 권2 : 부부(夫婦)
- 권3 : 모의(母儀), 돈목(敦睦), 염검(廉儉)